# Samson et Dalila (van Honthorst)
Pour les articles homonymes, voir Samson et Dalila (homonymie).
Samson et Dalila est un tableau du peintre néerlandais Gerrit van Honthorst, réalisé vers 1616 et conservé au Cleveland Museum of Art (Cleveland, États-Unis).

## Description
Le tableau représente un épisode de la Bible. Le livre des Juges raconte comment Dieu donne à Samson une force surhumaine pour lutter contre les Philistins. En échange, Samson doit se consacrer à Dieu et ne jamais se couper les cheveux, symbole de son statut de nazir. La scène représentée est l'instant où Dalila, l'épouse philistine de Samson, trahit Samson en lui coupant les cheveux pour le priver de sa force divine avant de le livrer à ses ennemis Philistins.

« [Dalila] l'endormit sur ses genoux. Et ayant appelé un homme, elle rasa les sept tresses de la tête de Samson, et commença ainsi à le dompter. Il perdit sa force. »

— Jg 16,19
Van Honthorst utilise une seule source de lumière (la bougie) pour éclairer la scène. Le corps de Samson endormi, au premier plan, sert de repoussoir (en). La flamme de la bougie se détache sur un fond sombre et vient illuminer le visage et les mains de Dalila et de la vieille femme. La scène se déroule dans un endroit neutre, sans décor pouvant indiquer la nature du lieu.

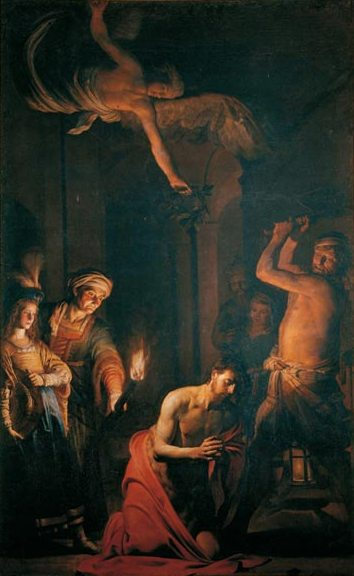
Gerrit van Honthorst, La Décollation de saint Jean Baptiste, 1618, église Santa Maria della Scala (Rome).

Dalila porte une ciociarella rouge, une robe romaine que l'on retrouve souvent dans les peintures du Caravage. Sur son visage, la rougeur des lèvres, des joues et du nez ressort à la lumière de la chandelle qui souligne les contours de sa face. La robe est maintenue par une ceinture jaune orangé. Dalila arbore également un riche turban en soie avec des reflets dorés. Elle se penche, l'air concentré, sur la chevelure de Samson qu'elle coupe avec des ciseaux d'un style néerlandais. La position relevée du petit doigt sur chaque main est typique de Van Honthorst.
À ses côtés, le visage parcheminé de la vieille femme est partiellement éclairée par la bougie qu'elle tient. Elle se tourne vers sa droite d'un air attentif en portant un doigt à ses lèvres.
Les positions des trois personnages, leurs costumes et leurs attitudes rappellent un autre tableau de Gerrit van Honthorst, la Décollation de Jean Baptiste, réalisé en 1618 et conservé à l'église Santa Maria della Scala de Rome.

## Analyse
Bien que peint en Italie, le tableau présente des caractéristiques typiques du style néerlandais. Il se caractérise par le calme qui se dégage de la scène, l'attitude tranquille des personnages et l'atmosphère sereine générée par la lumière douce de la bougie.
La figure de la vieille femme tenant une chandelle est commune dans les tableaux des peintres caravagesques d'Utrecht, où elle représente d'habitude une entremetteuse dans les représentations de scènes de prostitution.

## Histoire
L'œuvre date de la période pendant laquelle Gerrit van Honthorst vit et travaille à Rome. Les premiers propriétaires du tableau semblent être le marquis Tommaso Raggi (1595 ou 1596 - 1679) et ses descendants. Le tableau passe ensuite à la famille Ruspoli. En 1967, il est vendu à la galerie Hazlitt (en) de Londres qui le revend en 1969 au Cleveland Museum of Art.

## Sources
- [Lurie 1969] (en) Ann Tzeutschler Lurie, « Gerard van Honthorst: Samson and Delilah », The Bulletin of the Cleveland Museum of Art, vol. 56, no 9,‎ novembre 1969, p. 332-344 (JSTOR 25152295, lire en ligne).
- [Kahr 1973] (en) Madlyn Kahr, « Rembrandt and Delilah », The Art Bulletin, vol. 55, no 2,‎ juin 1973, p. 240-259 (DOI 10.1080/00043079.1973.10789742, JSTOR 3049097, lire en ligne).